# Abulico
Gli Abulico sono un gruppo musicale indie rock italiano, formatosi a Napoli nel giugno 2005.

## Storia
Il nucleo storico della formazione partenopea è composto da Alessandro Panzeri (voce e chitarra) e Gianpaolo Improta (basso e controcanti), autori anche della maggior parte dei testi. Attorno a loro si sono succeduti negli anni diversi elementi, fino ad arrivare alla formazione attuale che presenta - oltre ai già citati Panzeri e Improta - anche Andrea de Luca (chitarre, tastiere e cori) e Carlo Natale (chitarre, sinth e cori). A partire da questa formazione si diramano poi diverse collaborazioni, che, di volta in volta, arricchiscono il gruppo di fiati e di una sezione ritmica più corposa, con l'intervento di colleghi alla batteria.
Il primo album della band partenopea vede la luce nell'aprile 2009. La produzione è affidata alla Seahorse Recordings di Paolo Messere, già produttore dei Blessed Child Opera. L'album ha riscosso un buon successo di critica e di pubblico, venendo inserito dalla webzine soundsblog tra i 100 migliori album italiani del 2009. Il primo singolo estratto dall'album è Tokyo Eyes, dal quale viene tratto un video musicale diretto da Francesco Capaldo del gruppo di videomakers The Jackal (poi autori della webserie Lost in Google). Il video ottiene un discreto successo su YouTube, arrivando a quasi 40.000 visualizzazioni e andando in rotazione su MTV New Generation e All Music per tutto l'inverno 2009 in orario serale.
Nel 2011 gli Abulico tornano in studio per registrare Il colore dei pensieri, album che si discosta da BeHind per le sonorità – in questo lavoro più pop e corale – e per l'utilizzo della lingua italiana. L'album vede la luce nell'autunno del 2012, e viene presentato il 20 novembre a Napoli, presso la Galleria 19. Il primo singolo, che precede l'uscita dell'album, è Fragile, il cui video viene diretto da Nello Giordano, ed è la giornata tipo di Alessandro – frontman della band, ripresa con una bodycam attaccata al busto, e proposta per intero in tutte le sue fasi ordinarie e straordinarie. Nella realizzazione del video, il regista campano unisce la tecnica "bodycam" al Timelaps, permettendo di condensare un'intera giornata – e più di otto ore di girato – in tre minuti di video.
Dopo la pubblicazione di Fragile la band ha realizzato un live in studio, suddiviso in 3 episodi, 3 tracce del nuovo disco suonate in presa diretta e riprese da Nicola di Roma (già al lavoro con video di Bud Spencer Blues Explosion e Pan Del Diavolo). I video sono stati pubblicati in anteprima dalla webzine Shiver.
Althusser (così uccisi Helénè) è il secondo singolo de Il colore dei pensieri. Il brano prende spunto dalle vicende personali del filosofo Louis Althusser che nella sua autobiografia L'Avenir dure longtemps racconta dell'uxoricidio di sua moglie, avvenuto in un momento di follia. Il video della canzone è affidato nuovamente a Nello Giordano, e racconta la storia di un amore paranoico che sfocia in un atto estremo di dolore.

## Formazione
- Alessandro Panzeri – voce, chitarra
- Gianpaolo Improta – basso, voce
- Andrea de Luca – chitarre, tastiera e cori
- Carlo Natale – chitarre, sintetizzatore, cori

## Discografia
- 2009 – BeHind
- 2011 – Il colore dei pensieri